# Wilfried Seibel (Politiker)

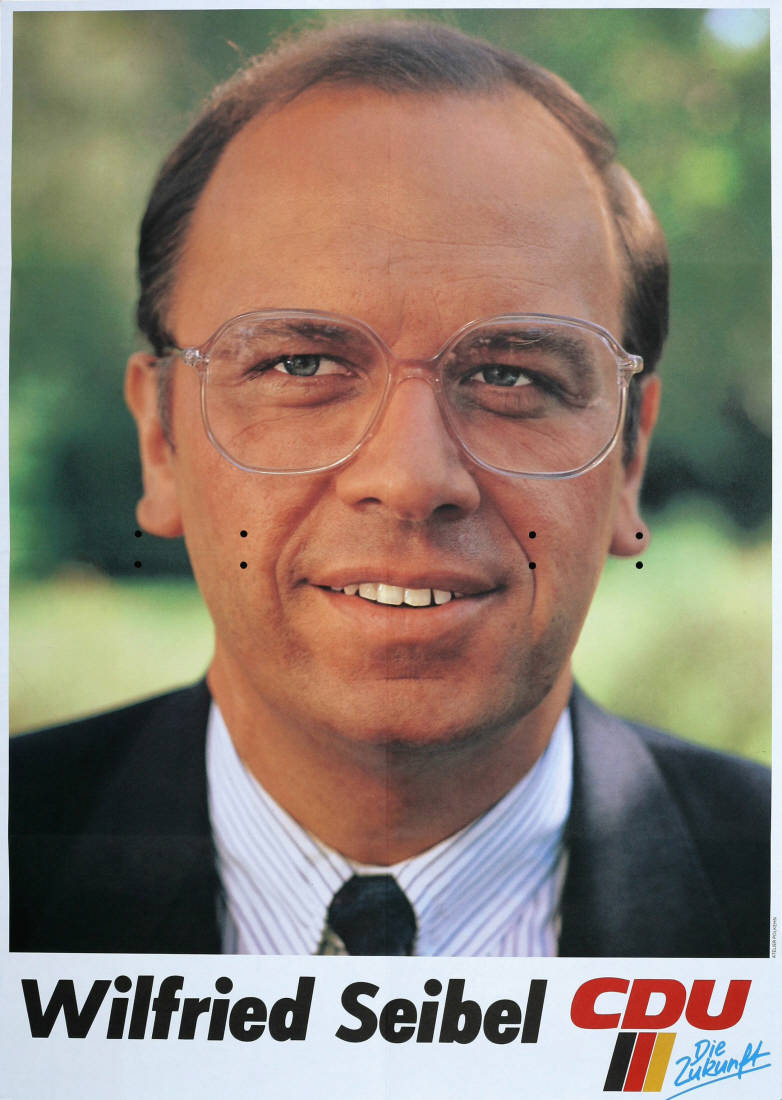
Kandidatenplakat zur Bundestagswahl 1990

Wilfried Seibel (* 28. Juli 1945 in Gellersen; † 10. Dezember 2015 in Hameln) war ein deutscher Politiker (CDU).

## Biografie
Seibel, von Beruf Verleger, war von 1977 bis 1981 Mitglied des Kreistages von Hameln-Pyrmont. Von 1990 bis 1998 war er Mitglied des Deutschen Bundestages. Dort war er unter anderem stellvertretender Vorsitzender der Landesgruppe Niedersachsen der CDU/CSU-Fraktion. Wilfried Seibel kandidierte nicht mehr für die Bundestagswahl 1998.
In Bad Pyrmont war er zuletzt Ratsherr für die Wählergemeinschaft „Pyrmonter Bürgersinn“, die er gründete.